# Raionul Rivne, Rivne
Rivne (în ucraineană Рівненський район, transliterat: Rivnenskîi raion) este un raion în regiunea Rivne, Ucraina. Are reședința la Rivne.
Are o suprafață de 7.218 km². Populația este de 634.900 locuitori, determinată în 2020.